# Último Tango em Paris
Último Tango em Paris (italiano: Ultimo Tango a Parigi; francês: Le Dernier Tango à Paris) é um drama erótico franco-italiano de 1972 dirigido por Bernardo Bertolucci e estrelado por Marlon Brando e a então desconhecida Maria Schneider.
Considerado uma obra-prima cinematográfica e um sucesso de bilheteria mundial, a violência sexual e o caos emocional do filme levaram a uma grande polêmica internacional sobre ele, que provocou vários níveis de censura governamental ao redor do mundo.

## Produção
A ideia do filme veio das fantasias eróticas de Bertolucci, que certa vez viu uma bela mulher desconhecida na rua e imaginou em ter relações sexuais com ela sem nem saber quem era. O roteiro foi escrito por ele, Fanco Arcalli e Agnès Varda, que cuidou dos diálogos adicionais. A fotografia foi entregue ao premiado Vittorio Storaro.
Bertolucci havia considerado Jean-Louis Trintignant e Dominique Sanda para os papéis principais, mas Trintignant acabou recusando o roteiro e quando Brando o aceitou, Sanda estava grávida e não pode mais fazer o filme. A trilha sonora jazzística, que se tornou famosa, é do compositor e arranjador argentino Gato Barbieri, transformado em estrela internacional da música após o sucesso do filme.
Assim como em filmes anteriores, Marlon Brando recusou-se a decorar suas falas em várias cenas. Ao invés disso, ele escrevia as falas em cartazes espalhados pelo set de filmagem e deixava o problema de não enquadrá-los na câmera para Bertolucci e Storaro. Durante o monólogo sobre a morte de sua mulher, por exemplo, sua dramática expressão levantando os olhos enquanto falava, não é um recurso de interpretação, mas uma procura pelo próximo cartaz. Ele chegou a pedir a Bertolucci para escrever algumas falas nas costas de Schneider, o que o diretor recusou.
Durante as entrevistas de publicidade para o lançamento do filme, Bertolucci declarou que 'Maria tinha desenvolvido uma fixação edipiana em Brando'. Na mesma ocasião, ela declarou que 'Brando lhe tinha enviado flores e se comportado como um pai durante as filmagens', mas negou a afirmação anos depois, dizendo que "Brando tentou uma relação paternalista comigo, mas o que houve não era exatamente uma relação entre pai e filha." Mais tarde, Schneider deu outras declarações sobre humilhação sexual durante as filmagens:
| “ | Eu deveria ter chamado meu agente ou meu advogado ao set, porque não se pode forçar alguém a fazer algo que não esteja no roteiro, mas na época, eu não sabia disso. Marlon me disse: 'Maria, não se preocupe, é só um filme'. Mas durante a famosa cena, mesmo que ele não estivesse me possuindo realmente, eu me senti humilhada e as minhas lágrimas eram verdadeiras. Me senti algo estuprada, tanto por Brando quanto por Bertolucci. Após a cena, Marlon não me consolou nem se desculpou. Felizmente, foi gravado em apenas uma cena. | ” |

Maria depois declararia que fazer o filme foi 'o único arrependimento de sua vida', que ele 'havia arruinado sua carreira' e que considerava Bernardo Bertolucci um 'gangster e um cafetão'. Assim como Schneider, Brando depois declarou sentir-se violado e humilhado pelo filme e disse a Bertolucci que 'se sentia completamente e interiormente violado por ele e que jamais faria outro filme como aquele'.

## Sinopse

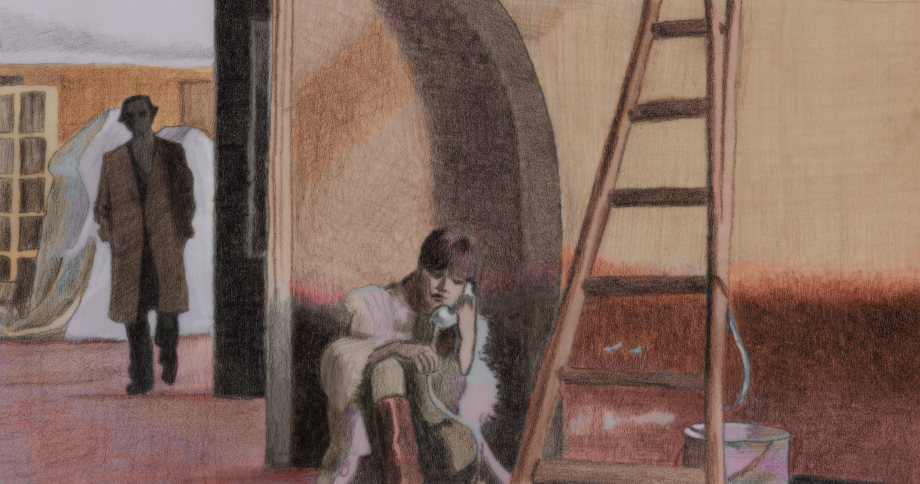
A ilustração descreve uma cena do filme em sua iluminação, direção de arte e posição dos atores.

Paul (Brando), um americano de meia-idade em Paris, em luto pela morte da mulher recém acontecida, encontra-se num apartamento anunciado para aluguel com uma jovem parisiense de espírito livre, Jeannie (Schneider), que os dois estavam interessados em alugar. Sem se conhecerem, começam a ter relações sexuais no local e Paul exige que eles não troquem qualquer tipo de informação um do outro, nem seus nomes.
Paul aluga o apartamento e o casal continua a encontrar-se ali até o dia em que Jeannie vai ao apartamento para mais um encontro e vê que Paul desapareceu, levando suas malas. Mais tarde, ele a encontra na rua e a leva a uma casa de tangos, onde diz que pretende iniciar nova relação com ela, conhecendo-se melhor, e começa a contar-lhe sua vida. Jeannie se desilude com a perda do anonimato e rompe o relacionamento. Sem querer perdê-la, Paul a segue até o apartamento onde ela morava com a mãe, onde a relação termina em tragédia.

## Elenco
- Marlon Brando… Paul
- Maria Schneider… Jeanne
- Jean-Pierre Léaud… Tom
- Massimo Girotti… Marcel

## Repercussão internacional

A famosa cena em que Paul (Brando) sodomiza Jeannie (Schneider) com ajuda de manteiga, causou escândalo, polêmica e censura mundial ao filme.

Último Tango em Paris estreou nos Estados Unidos diante de uma enorme controvérsia. O frenesi da imprensa em torno dele gerou enorme interesse do público assim como grande condenação moral, levando a reportagens de capa nas duas maiores revistas semanais do país, TIME - que colocou Brando na capa - e Newsweek. O Village Voice descreveu passeatas de comitês de moralidade na porta de cinemas e 'mulheres bem vestidas vomitando'. Vincent Canby, crítico do The New York Times, descreveu o contexto sexual do filme como 'a expressão artística da era de Norman Mailer'. O principal centro do escândalo provocado, são as cenas de penetração anal, onde 'Paul' sodomiza 'Jeannie' usando manteiga como lubrificante e quando ele pede a ela que enfie os dedos em seu ânus ou prometa fazer sexo com um porco, provando sua devoção a ele.
A prestigiada crítica Pauline Kael, da revista The New Yorker, deu ao filme um dos mais entusiáticos endossos de sua carreira profissional, considerando que ele tinha 'mudado a face de uma forma de arte, um filme que as pessoas esperam por ele há muito, muito tempo, desde que filmes existem'. Seu elogio, vindo de alguém tão comedida neles e com tanto prestígio na indústria, foi republicado pela United Artists num anúncio do filme em página dupla na edição dominical do New York Times. Ele é considerado, inclusive, como a mais influente crítica de sua carreira.
O diretor Robert Altman assistiu ao filme e declarou que saiu da sala de projeção e disse a si próprio, "Quem vai se preocupar se eu fizer um novo filme? Minha vida pessoal e artística nunca mais será a mesma".  Brando e Bertolucci foram ambos indicados ao Oscar como melhor ator e melhor diretor.
Na França, onde o Le Journal du Dimanche o chamou de um dos maiores filmes da história, o público enfrentava filas de duas horas nas ruas durante seu primeiro mês de exibição em sete cinemas de Paris. Na Grã-Bretanha, os censores diminuíram a duração da cena de sodomia para permitir que ele estreasse no país. enquanto políticos conservadores lamentavam a decisão como 'uma licença para a degradação'.
Na Itália, o filme foi lançado apenas em dezembro de 1975, mas uma semana depois a polícia confiscou todas as cópias por ordem da Justiça e Bernardo Bertolucci foi processado por obscenidade. Após vários apelos em diversas instâncias, a Suprema Corte Italiana selou o destino do filme na Itália, ordenando que todas as cópias fossem destruídas. Bertolucci foi condenado a quatro meses de prisão, sentença suspensa, e teve seus direitos civis e políticos cassados por cinco anos. Apenas em 1987, quinze anos após seu lançamento original, com a entrada em vigor de uma nova lei de costumes, Tango pôde finalmente ser exibido integralmente na Itália.
No Brasil, por causa da censura militar, o filme só foi liberado em 1979. A exibição na Rede Bandeirantes em 29/11/1985, na cidade de São Paulo, sofreu com a censura por determinação judicial. No restante do Brasil o filme foi exibido. No Chile de Augusto Pinochet, passou trinta anos proibido.